# Charles Brenner
Charles Brenner (Boston, 18 novembre 1913 – New York, 20 maggio 2008) è stato uno psicoanalista statunitense.
È stato docente al New York Psychoanalytic Institute e professore di psichiatria alla Yale University Medical School.
Laureato in Medicina alla Harvard University, ha poi ha trascorso quattro anni come assistente negli Ospedali di Boston. Ha seguito un tirocinio psicoanalitico come Sigmund Freud Fellow al Boston Psychoanalytic Institute. È diventato poi docente di psichiatria alla Westchester Division del New York Hospital, ed alla Yale Medical School. 
È stato autore di uno dei più diffusi manuali introduttivi alla psicoanalisi a livello internazionale degli anni '70 ed '80 (tradotto in italiano come "Breve corso di psicoanalisi", Martinelli, 1967).

## Opere
- Breve corso di psicoanalisi, Martinelli, Firenze, 1967
- La struttura della psiche nella concezione psicoanalitica, con Arlow Jacob A., Bollati Boringhieri, Torino, 1978
- Difese e intervento psicoanalitico, con Allan Compton, Bollati Boringhieri, Torino, 1982
- La mente in conflitto, Martinelli, Firenze, 1985
- Tecnica psicoanalitica e conflitto psichico, Martinelli, 2007, EAN: 9786000247027